# Team Bahrain Victorious
Team Bahrain Victorious (código UCI: TBV) es un equipo ciclista profesional de Baréin de categoría UCI WorldTeam (máxima categoría de equipos ciclistas). Participa del UCI WorldTour, así como de algunas carreras del Circuito Continental, principalmente las del UCI Europe Tour.

## Historia
El equipo se inició en el año 2017 bajo el patrocinio del gobierno de Baréin y el miembro de la familia real de Baréin Nasser bin Hamad Al Khalifa, con el fin de promover el país a nivel mundial.
El equipo anunció a principios de 2017 que el equipo amateur italiano Colpack sería el equipo filial de la formación.
Más adelante, el equipo fue financiado por un consorcio de empresas de Baréin y de la marca de automóviles McLaren Automotive. El 4 de diciembre de 2019, el equipo anunció que a partir del año 2020 pasaría a llamarse Team Bahrain McLaren después de que días atrás Mérida anunciara que dejaba de ser el patrocinador principal.

## Corredor mejor clasificado en las Grandes Vueltas
| Año  | Giro de Italia         | Tour de Francia         | Vuelta a España     |
| ---- | ---------------------- | ----------------------- | ------------------- |
| 2017 | 3.º Vincenzo Nibali    | 45.º Janez Brajkovič    | 2.º Vincenzo Nibali |
| 2018 | 5.º Domenico Pozzovivo | 18.º Domenico Pozzovivo | 9.º Ion Izagirre    |
| 2019 | 2.º Vincenzo Nibali    | 39.º Vincenzo Nibali    | 12.º Dylan Teuns    |
| 2020 | 5.º Pello Bilbao       | 4.º Mikel Landa         | 6.º Wout Poels      |
| 2021 | 2.º Damiano Caruso     | 9.º Pello Bilbao        | 3.º Jack Haig       |
| 2022 | 3.º Mikel Landa        | 14.º Luis León Sánchez  | 15.º Mikel Landa    |
| 2023 | 4.º Damiano Caruso     | 6.º Pello Bilbao        | 4.º Mikel Landa     |
| 2024 | 5.º Antonio Tiberi     | 10.º Santiago Buitrago  | 22.º Jack Haig      |
| 2025 | 5.º Damiano Caruso     | 40.º Santiago Buitrago  | Bandera de ?        |

## Clasificaciones UCI
La Unión Ciclista Internacional elaboraba el Ranking UCI de clasificación de los ciclistas y equipos profesionales.

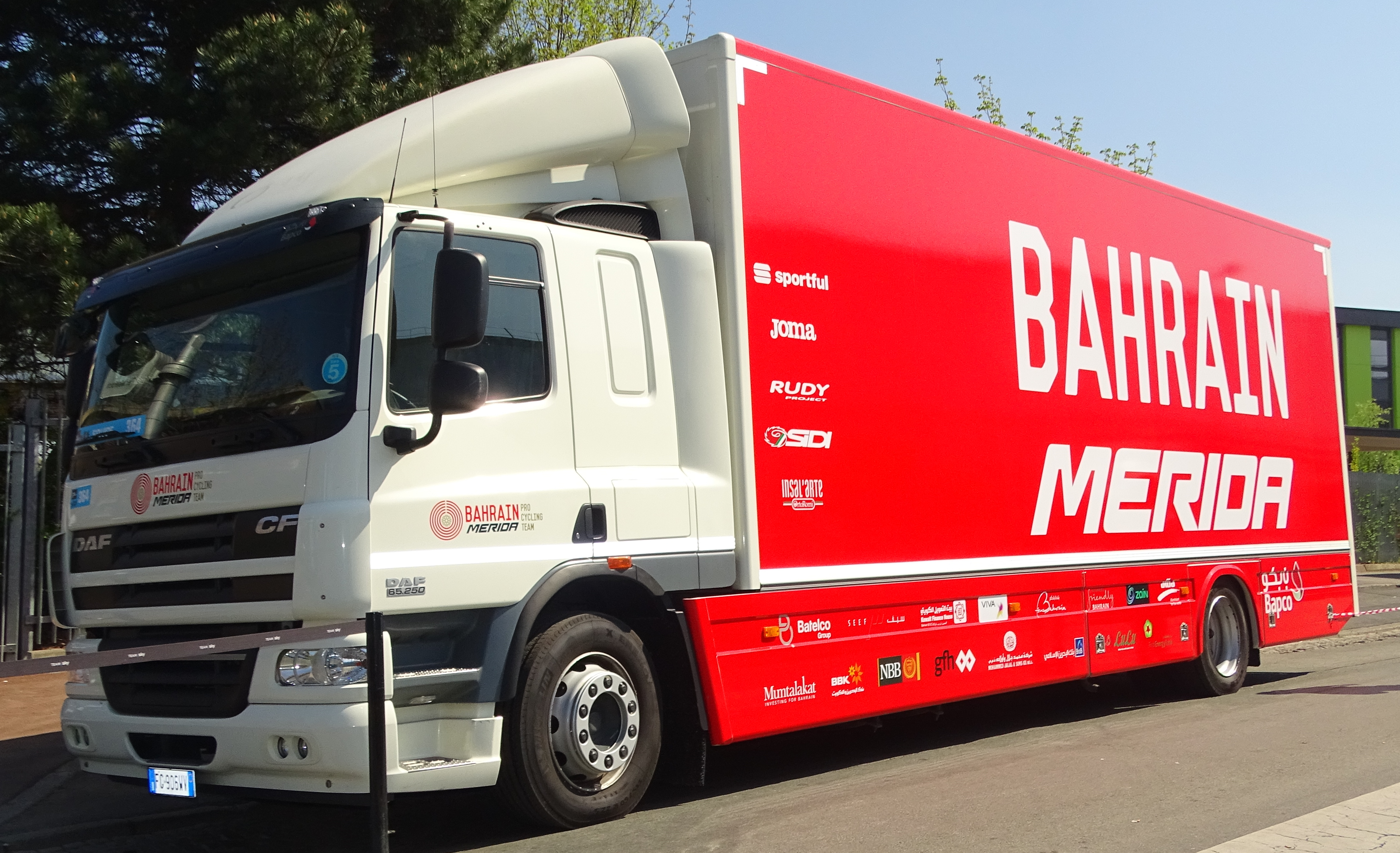
Vehículos del equipo

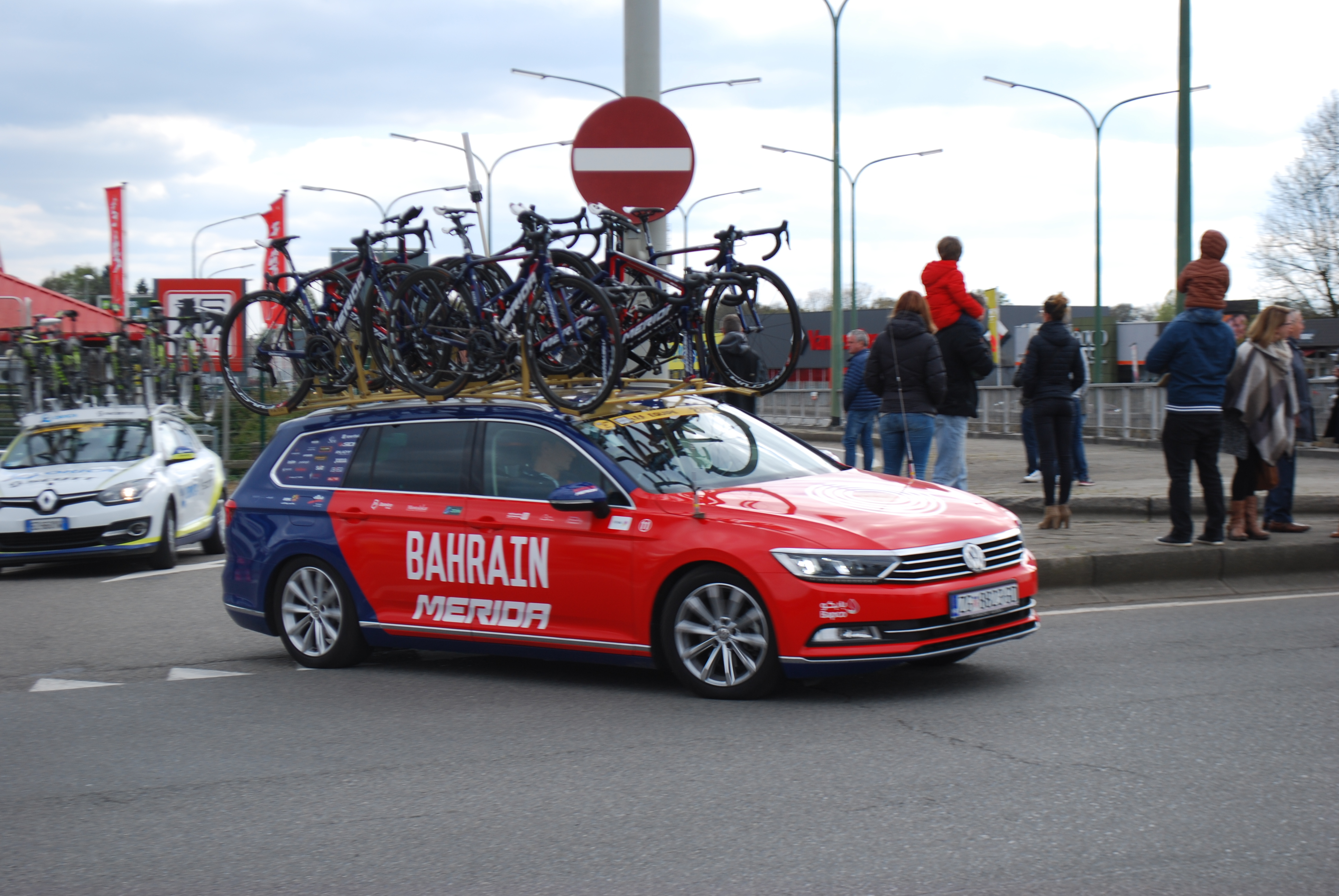
Vehículos del equipo

| Año  | Clasificación por equipos | Mejor corredor  | Posición |
| 2017 | 14.º                      | Vincenzo Nibali | 5.º      |
| 2018 | 7.º                       | Ion Izagirre    | 23.º     |
| 2019 | 13.º                      | Vincenzo Nibali | 32.º     |
| 2020 | 13.º                      | Mikel Landa     | 39.º     |
| 2021 | 5.º                       | Sonny Colbrelli | 6.º      |
| 2022 | 8.º                       | Pello Bilbao    | 17.º     |
| 2023 | 6.º                       | Pello Bilbao    | 17.º     |

## Equipación
| Bahrain Merida (2017) | Bahrain Merida (2019) | Bahrain Victorious (2023) | Bahrain Victorious (2024) |

## Material ciclista
El equipo utiliza bicicletas Mérida y equipamiento Ale. Grupo Shimano, ruedas Vision, casco y gafas Rudy Project.

## Palmarés
Para años anteriores, véase Palmarés del Team Bahrain Victorious

### Palmarés 2025

#### UCI WorldTour

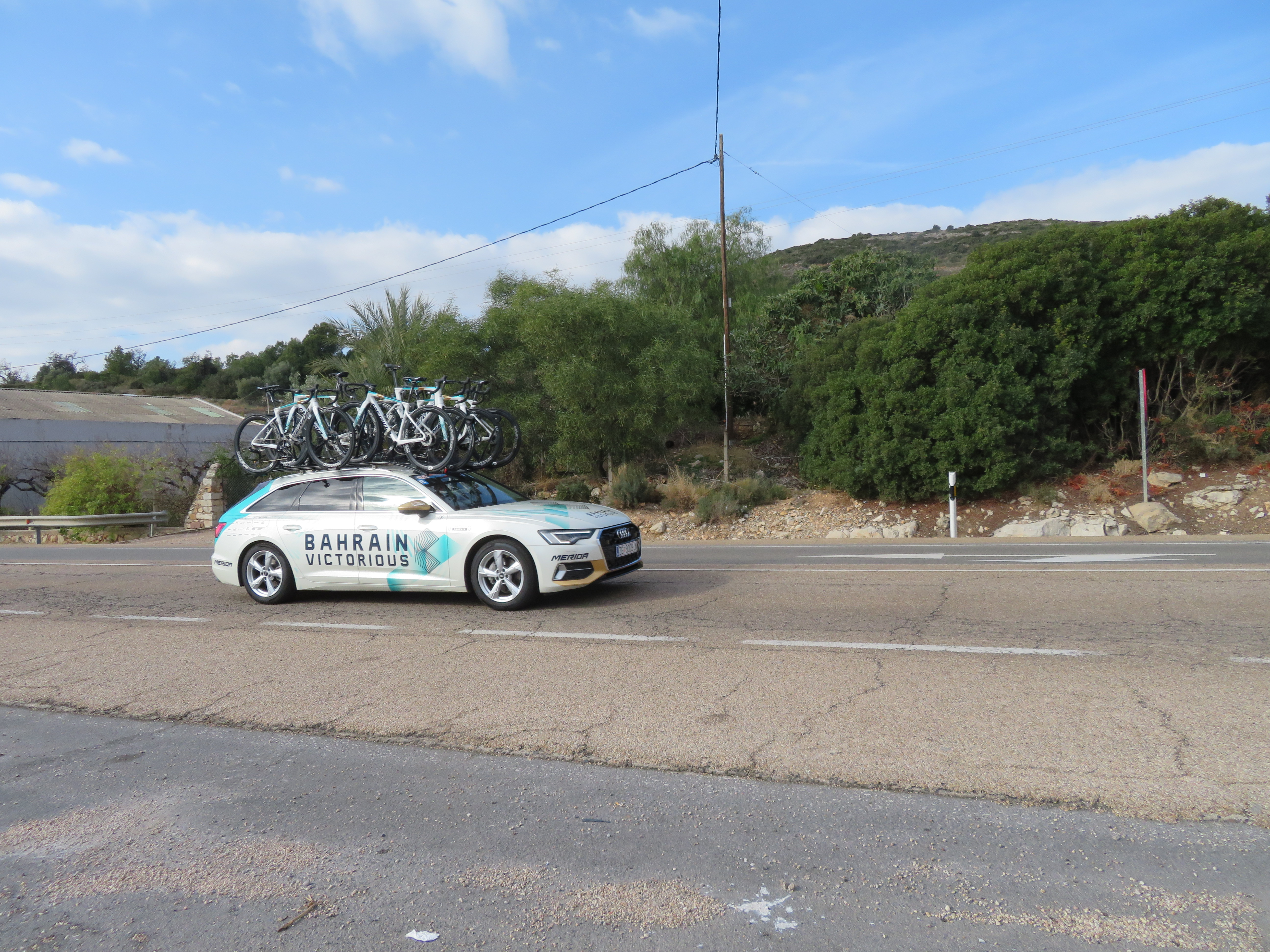
Vehículo de apoyo del equipo ciclista Bahrain Victorius en 2024.

| Fechas      | Carreras                             | Ganador        |
| 13 de marzo | 5.ª etapa de la París-Niza           | Lenny Martinez |
| 3 de mayo   | 4.ª etapa de la Tour de Romandía     | Lenny Martinez |
| 15 de junio | 8.ª etapa del Critérium del Dauphiné | Lenny Martinez |

#### UCI ProSeries
| Fechas       | Carreras                                         | Ganador           |
| 6 de febrero | 2.ª etapa de la Vuelta a la Comunidad Valenciana | Santiago Buitrago |
| 8 de febrero | 4.ª etapa de la Vuelta a la Comunidad Valenciana | Santiago Buitrago |
| 9 de febrero | Vuelta a la Comunidad Valenciana                 | Santiago Buitrago |
| 8 de agosto  | 4.ª etapa de la Vuelta a Burgos                  | Damiano Caruso    |

#### Circuitos Continentales UCI
| Fechas | Circuito | Carreras | Ganador |

#### Campeonatos nacionales
| Fechas | Carreras | Ganador |

## Plantilla
Para años anteriores, véase Plantillas del Team Bahrain Victorious

### Plantilla 2025
| Corredor            | Nacimiento | Nacionalidad       | Equipo 2024                         |
| Nikias Arndt        | 18/11/1991 | Alemania           | Team Bahrain Victorious             |
| Phil Bauhaus        | 08/07/1994 | Alemania           | Team Bahrain Victorious             |
| Pello Bilbao        | 25/02/1990 | España             | Team Bahrain Victorious             |
| Alberto Bruttomesso | 30/10/2003 | Italia             | Team Bahrain Victorious             |
| Santiago Buitrago   | 26/09/1999 | Colombia           | Team Bahrain Victorious             |
| Nicolò Buratti      | 07/07/2001 | Italia             | Team Bahrain Victorious             |
| Damiano Caruso      | 12/10/1987 | Italia             | Team Bahrain Victorious             |
| Roman Ermakov       | 06/10/2004 | Rusia              | CTF Victorious                      |
| Žak Eržen           | 19/10/2005 | Eslovenia          | CTF Victorious                      |
| Afonso Eulálio      | 30/09/2001 | Portugal           | ABTF Betão-Feirense                 |
| Matevž Govekar      | 17/04/2000 | Eslovenia          | Team Bahrain Victorious             |
| Kamil Gradek        | 17/09/1990 | Polonia            | Team Bahrain Victorious             |
| Jack Haig           | 06/09/1993 | Australia          | Team Bahrain Victorious             |
| Rainer Kepplinger   | 19/08/1997 | Austria            | Team Bahrain Victorious             |
| Lenny Martinez      | 11/07/2003 | Francia            | Groupama-FDJ                        |
| Fran Miholjević     | 02/08/2002 | Croacia            | Team Bahrain Victorious             |
| Matej Mohorič       | 19/10/1994 | Eslovenia          | Team Bahrain Victorious             |
| Mathijs Paasschens  | 18/03/1996 | Países Bajos       | Lotto Dstny                         |
| Andrea Pasqualon    | 02/01/1988 | Italia             | Team Bahrain Victorious             |
| Finlay Pickering    | 27/01/2003 | Reino Unido        | Team Bahrain Victorious             |
| Daniel Skerl        | 21/03/2003 | Italia             | Team Bahrain Victorious (stagiaire) |
| Robert Stannard     | 16/09/1998 | Australia          | Team Bahrain Victorious             |
| Oliver Stockwell    | 07/06/2002 | Reino Unido        | CTF Victorious                      |
| Antonio Tiberi      | 24/06/2001 | Italia             | Team Bahrain Victorious             |
| Torstein Træen      | 16/07/1995 | Noruega            | Team Bahrain Victorious             |
| Sergio Tu           | 24/02/1997 | República de China | Team Bahrain Victorious             |
| Max van der Meulen  | 13/01/2004 | Países Bajos       | Team Bahrain Victorious (stagiaire) |
| Vlad Van Mechelen   | 02/06/2004 | Bélgica            | Team Bahrain Victorious (stagiaire) |
| Fred Wright         | 13/06/1999 | Reino Unido        | Team Bahrain Victorious             |
| Edoardo Zambanini   | 21/04/2001 | Italia             | Team Bahrain Victorious             |